# سحرگاه سرخ
سحرگاه سرخ (انگلیسی: Red Dawn) فیلمی در ژانر جنگی، علمی–تخیلی، و اکشن به کارگردانی دن بردلی است که در سال ۲۰۱۲ منتشر شد.

## بازیگران
- کریس همسورث
- جاش پک
- جاش هاچرسون
- آدریان پالیکی
- ایزابل لوکاس
- جفری دین مورگان
- مت آلفردا
- آلیسا دیاز
- برت کالن
- مایکل بیچ
- ادوین هودگ
- کنت چوی
- ویل یان لی